# New Skin for the Old Ceremony
New Skin for the Old Ceremony es el cuarto disco de estudio de Leonard Cohen, editado en 1974. 
En el álbum se nota una evolución musical respecto a los anteriores trabajos de Cohen, puesto que aparecen por primera vez instrumentos como el banjo, la mandolina, las percusiones o el violín. 
En cuanto al contenido, cabe destacar "Chelsea Hotel # 2", que estaba dedicada a Janis Joplin.
La portada era una reproducción de un grabado del Siglo XVI, donde se veía a dos ángeles haciendo el amor en pleno vuelo. En España fue censurada, añadiéndosele un ala postiza que tapaba los cuerpos de los ángeles. 
Poco tiempo después del lanzamiento, Cohen se puso a trabajar en un álbum que se llamaría Songs for Rebecca, que abandonó después de haber grabado una cara. Las canciones fueron presentadas en la gira de 1975 por Estados Unidos y Canadá. Posteriormente, las utilizaría en sus discos Death of a Ladies' Man ("Don't Go Home With You Hard-on" y "True Love Leaves No Traces") y Recent Songs ("Came So Far for Beauty", "The Traitor" y "The Smokey Life"). 

## Lista de temas
Todos los temas son de Leonard Cohen, excepto que se indique lo contrario.
1. "Is This What You Wanted" – 4:13
2. "Chelsea Hotel #2" (letra: Cohen, música: Cohen/Ron Cornelius) – 3:06
3. "Lover Lover Lover" – 3:19
4. "Field Commander Cohen" – 3:59
5. "Why Don't You Try" – 3:50
6. "There Is a War" – 2:59
7. "A Singer Must Die" – 3:17
8. "I Tried to Leave You" – 2:40
9. "Who by Fire" – 2:33
10. "Take This Longing" – 4:06
11. "Leaving Green Sleeves" (Tradicional/Cohen) – 2:38